# Daisugi

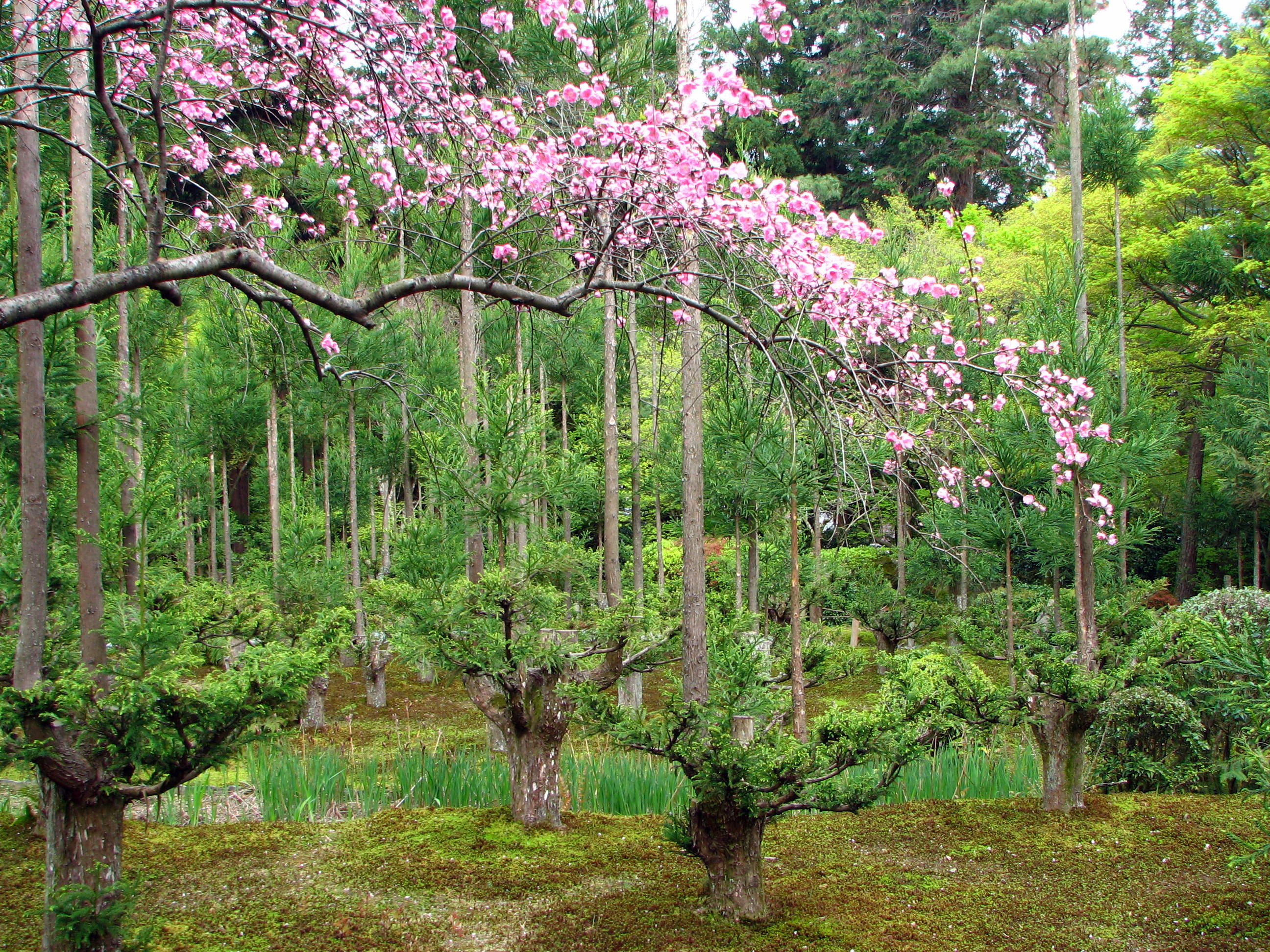
Daisugi en el Templo de Ryōan-ji, Kioto.

El daisugi (台杉) es una técnica japonesa de poda de árboles, específicamente usada en plantas del género autóctono Cryptomeria (llamado localmente sugi), similares a un cedro europeo. El término se traduce aproximadamente como «mesa de sugi». Es similar a la técnica de poda extrema internacionalmente conocida como coppicing. 
En esta técnica, los retoños que brotan de la base que forma el árbol se podan para que los troncos se mantengan rectos. Al parecer, el daisugi surgió durante el período Muromachi (s. XIV-XVI). En ese momento, la ceremonia del té se hizo popular en parte porque los daisugis se usaban en diferentes estructuras de un salón del té; Por ejemplo, para la alcoba (tokonoma). El área de Kitayama, en Kioto, es conocida por su tradición en el daisugi.
Esta técnica da como resultado una cosecha de troncos rectos sin tener que cortar todo el árbol. Aunque originalmente era una técnica de gestión forestal, el daisugi también se ha incorporado en los jardines japoneses.